# Giovanni Giacomazzi
Giovanni Giacomazzi (San Martino di Lupari, 18 gennaio 1928 – Milano, 12 dicembre 1995) è stato un calciatore italiano, di ruolo difensore.
A San Martino di Lupari, suo paese natio, gli venne attribuito il soprannome di Testa.
È stato cremato al Cimitero di Lambrate, che ne conserva le ceneri in una celletta.

## Carriera
Mosse i primi passi della sua carriera nella Luparense, con cui vinse il campionato di Promozione 1948-1949. Nel 1949 fu ingaggiato dall'Inter: nel corso delle otto stagioni vissute con i nerazzurri vinse due scudetti (1952-1953 e 1953-1954) e fu convocato in Nazionale, con la cui maglia esordì l'11 aprile 1954 a Parigi in amichevole contro la Francia. Fu convocato anche per i Mondiali del 1954, in Svizzera, disputando 3 gare.
Nel 1957 lasciò l'Inter per trasferirsi all'Alessandria, neopromossa in Serie A. Rimase con i grigi anche dopo la retrocessione del 1960, fino al 1964, per un totale di sette stagioni. Chiuse la carriera al Meda, tra i dilettanti, nel 1966. Del Meda fu anche allenatore.

## Statistiche

### Cronologia presenze e reti in nazionale
| Cronologia completa delle presenze e delle reti in nazionale ― Italia | Cronologia completa delle presenze e delle reti in nazionale ― Italia | Cronologia completa delle presenze e delle reti in nazionale ― Italia | Cronologia completa delle presenze e delle reti in nazionale ― Italia | Cronologia completa delle presenze e delle reti in nazionale ― Italia | Cronologia completa delle presenze e delle reti in nazionale ― Italia | Cronologia completa delle presenze e delle reti in nazionale ― Italia | Cronologia completa delle presenze e delle reti in nazionale ― Italia |
| Data                                                                  | Città                                                                 | In casa                                                               | Risultato                                                             | Ospiti                                                                | Competizione                                                          | Reti                                                                  | Note                                                                  |
| --------------------------------------------------------------------- | --------------------------------------------------------------------- | --------------------------------------------------------------------- | --------------------------------------------------------------------- | --------------------------------------------------------------------- | --------------------------------------------------------------------- | --------------------------------------------------------------------- | --------------------------------------------------------------------- |
| 11-4-1954                                                             | Parigi                                                                | Francia                                                               | 1 – 3                                                                 | Italia                                                                | Amichevole                                                            | -                                                                     |                                                                       |
| 17-6-1954                                                             | Losanna                                                               | Svizzera                                                              | 2 – 1                                                                 | Italia                                                                | Mondiali 1954 - 1º turno                                              | -                                                                     |                                                                       |
| 20-6-1954                                                             | Lugano                                                                | Belgio                                                                | 1 – 4                                                                 | Italia                                                                | Mondiali 1954 - 1º turno                                              | -                                                                     |                                                                       |
| 23-6-1954                                                             | Basilea                                                               | Svizzera                                                              | 4 – 1                                                                 | Italia                                                                | Mondiali 1954 - 1º turno                                              | -                                                                     |                                                                       |
| 5-12-1954                                                             | Roma                                                                  | Italia                                                                | 2 – 0                                                                 | Argentina                                                             | Amichevole                                                            | -                                                                     |                                                                       |
| 16-1-1955                                                             | Bari                                                                  | Italia                                                                | 1 – 0                                                                 | Belgio                                                                | Amichevole                                                            | -                                                                     |                                                                       |
| 30-3-1955                                                             | Stoccarda                                                             | Germania Ovest                                                        | 1 – 2                                                                 | Italia                                                                | Amichevole                                                            | -                                                                     |                                                                       |
| 29-5-1955                                                             | Torino                                                                | Italia                                                                | 0 – 4                                                                 | Jugoslavia                                                            | Coppa Internazionale                                                  | -                                                                     |                                                                       |
| Totale                                                                |                                                                       | Presenze                                                              | 8                                                                     |                                                                       | Reti                                                                  | 0                                                                     |                                                                       |

## Palmarès
- Campionato italiano: 2

Inter: 1952-1953, 1953-1954